# Marcus Banner
Marcus Banner (* 4. Januar 1977 in Essen) ist ein deutscher Autor und Informatiker. Zudem ist Banner als Gründer von Unternehmen in Erscheinung getreten. Zurzeit ist er Vorsitzender Geschäftsführer / CEO der RealCore Group GmbH. Er wurde vor allem bekannt durch die Publikation von Fachbüchern zu den Themen der horizontalen und vertikalen Integration von informationstechnischen Systemen, im  Verlag für deutsche Computerliteratur (Rheinwerk Verlag / Galileo Press).

## Leben
Banner erlangte 1996 das Abitur am Wirtschaftsgymnasium in Essen. Von 1996 bis 1997 leistete Marcus Banner seinen Zivildienst im Essener Alfried Krupp Krankenhaus. Von 1997 bis 2000 absolvierte er seine Ausbildung bei der Karstadt Warenhaus AG in Essen zum Fachinformatiker Anwendungsentwicklung. Im Anschluss studierte Marcus Banner berufsbegleitend an der Fachhochschule Dortmund Wirtschaftsinformatik im Verbundstudium und schloss sein Studium als Diplom-Informatiker (FH) ab. Im Jahr 2007 gründete er sein erstes Unternehmen, die RealCore Consulting GmbH in Essen. 2013 wurde Marcus Banner zum Geschäftsführer der REFA Nordwest GmbH in Dortmund ernannt, wo er bis 2016 in dieser Position tätig war. Heute ist Marcus Banner als Vorsitzender Geschäftsführer / Chief Executive Officer der RealCore Group (einem internationalen Unternehmensverband von 13 Firmen, mit Niederlassungen in der Türkei, Spanien und Slowenien) tätig. Als Fachbuchautor schreibt Marcus Banner seit 2005 mit anderen Autoren zusammen für den Rheinwerk Verlag / Galileo Press Fachbücher zu den Themen der horizontalen und vertikalen Integration von informationstechnischen Systemen. Mehrere seiner Bücher wurden in die englische Sprache übersetzt.

## Werke
- mit Olaf Glebsattel, Raffael Herrmann, Abdeljalil Labrache, Christian Niermann: SAP Process Orchestration und SAP Cloud Platform Integration. Rheinwerk Verlag, Bonn 2018, ISBN 978-3-8362-4481-7.
- mit Tom Franke, Ralf Friedrichs, Heinzpeter Klein, Roland Schroth: SAP-Portale: Der praktische Leitfaden. Rheinwerk Verlag, Bonn 2017, ISBN 978-3-8362-4458-9.
- mit Heinzpeter Klein, Christian Riesener: Praxisleitfaden SAP NetWeaver PI – Administration. 2., aktualisierte und erw. Aufl. Rheinwerk Verlag, Bonn 2009, ISBN 978-3-8362-1336-3 (auch in Englisch erhältlich).
- mit Berthold Latka, Roland Schroth: Praxishandbuch SAP-NetWeaver-Portal : Installation, Administration und Programmierung. 1. Auflage, Galileo Press, Bonn & Boston 2009, ISBN 978-3-8362-1077-5 (auch in Englisch erhältlich).
- mit Heinzpeter Klein: Praxisleitfaden SAP XI 3.0 – Administration. Galileo Press, Bonn 2006, ISBN 978-3-89842-964-1 (auch in Englisch erhältlich).
- mit Heinzpeter Klein, Halil-Cem Gürsoy: Praxisleitfaden SAP XI – Programmierung. Galileo Press, Bonn 2007, ISBN 978-3-89842-971-9 (auch in Englisch erhältlich).